# Urbancrest
Urbancrest is een plaats (village) in de Amerikaanse staat Ohio, en valt bestuurlijk gezien onder Franklin County.

## Demografie
Bij de volkstelling in 2000 werd het aantal inwoners vastgesteld op 868. Daarnaast waren er 321 huishoudens en 234 families. De bevolkingsdichtheid bedroeg bij diezelfde telling 1.962,0 persoon per vierkante mijl. Er bevonden zich 347 huizen in de plaats.
De rassenverdeling was als volgt: 23,50% blank, 57,95% Afro-Amerikaan, 0,46% Amerikaan, 14,06% Aziaat, 0,58 van de resterende rassen en 3,46% was onderdeel van 2 of meer rassen.
Van de 321 huishoudens had 47,4% thuiswonende kinderen jonger dan 18 jaar, 24,6% getrouwde stellen, 42,4% waren alleenstaande vrouwen en 26,8% waren geen families. 24,3% van de huishoudens bestond uit individuen en 10.3% waren alleenwonende 65-plussers.
De gemiddelde grootte van een huishouden was 2,70 en de gemiddelde familiegrootte bedroeg 3,20.
De bevolking van Urbancrest is onder te verdelen in de volgende leeftijdscategorieën: 41,8% is jonger dan 18 jaar, 9,0% is tussen 18 en 24 jaar oud, 22,4% is tussen de 25 en 44 jaar oud, 16,9% is tussen de 45 en 64 jaar oud en 9,9% van de bevolking is 65 jaar of ouder. De gemiddelde leeftijd van de inwoners van Urbancrest bedroeg 24 jaar.
Voor elke 100 vrouwen waren 72,6 mannen. Voor alle 100 vrouwen van 18 jaar en ouder waren 62,4 mannen.
Het gemiddelde inkomen van een huishouden in de bedroeg $ 20.333 en het gemiddelde inkomen van een familie was $ 23.929. Mannen verdienden gemiddeld $ 27.500 tegen een salaris van $ 25.268 voor vrouwen. Per hoofd van de bevolking verdiende men $ 10.003. Ongeveer 30% van de families en 32,7% van de bevolking leefden boven de armoedegrens, inclusief 44,7% van 18 jaar of ouder en 15,6% van 65-plussers.
In 2006 is het aantal inwoners door het United States Census Bureau geschat op 865, een daling van 3 (-0,3%).

## Geografie
Volgens het United States Census Bureau beslaat de plaats een oppervlakte van
1,1 km², geheel bestaande uit land.

## Plaatsen in de nabije omgeving
De onderstaande figuur toont nabijgelegen plaatsen in een straal van 12 km rond Urbancrest.